# Peciu Nou
Peciu Nou es una comuna ubicada en el distrito de Timiș, Rumania.

## Superficie
Posee una superficie de 129,7 kilómetros cuadrados.

## Demografía
Hasta 2021 la población era de 4931 habitantes, con una densidad de población de 38,01 habitantes por kilómetro cuadrado.